# 利什尼亞 (傑米季夫卡區)
50°25′50″N 25°21′10″E / 50.43056°N 25.35278°E
利什尼亞（烏克蘭語：Лішня），是烏克蘭西北部的村莊，隸屬里夫內州的杜布諾區。該村始建於1545年，面積9.8平方公里，海拔高度210米，2015年人口846，人口密度每平方公里98.1人。